# Maralgöl
Maralgöl är en sjö i Azerbajdzjan.   Den ligger i distriktet Xanlar Rayonu, i den västra delen av landet, 300 km väster om huvudstaden Baku. Maralgöl ligger 1 910 meter över havet. Arean är 0,18 kvadratkilometer. Den sträcker sig 0,6 kilometer i nord-sydlig riktning, och 0,5 kilometer i öst-västlig riktning.
Trakten runt Maralgöl består i huvudsak av gräsmarker. Runt Maralgöl är det ganska glesbefolkat, med 48 invånare per kvadratkilometer.